# Collonges-et-Premières
Collonges-et-Premières község Franciaország Burgundia-Franche-Comté régiójában, Côte-d’Or megyében. Új községként 2019. február 28-án jött létre Collonges-lès-Premières és Premières község egyesítésével. A két korábbi település delegált község státusszal az új község része lett. Lakosainak száma 1067 fő (2022. január 1.).

## Népesség
| Lakosok száma | 1037 | 1046 | 1055 | 1064 | 1062 | 1067 |
|               | 2017 | 2018 | 2019 | 2020 | 2021 | 2022 |